# 云南眼树莲
云南眼树莲（学名：Dischidia chinghungensis）为夹竹桃科眼树莲属的植物。分布在中国大陆的云南等地，生长于海拔1,500米至2,000米的地区，多生在山地密林中，目前尚未由人工引种栽培。